# 出入国管理

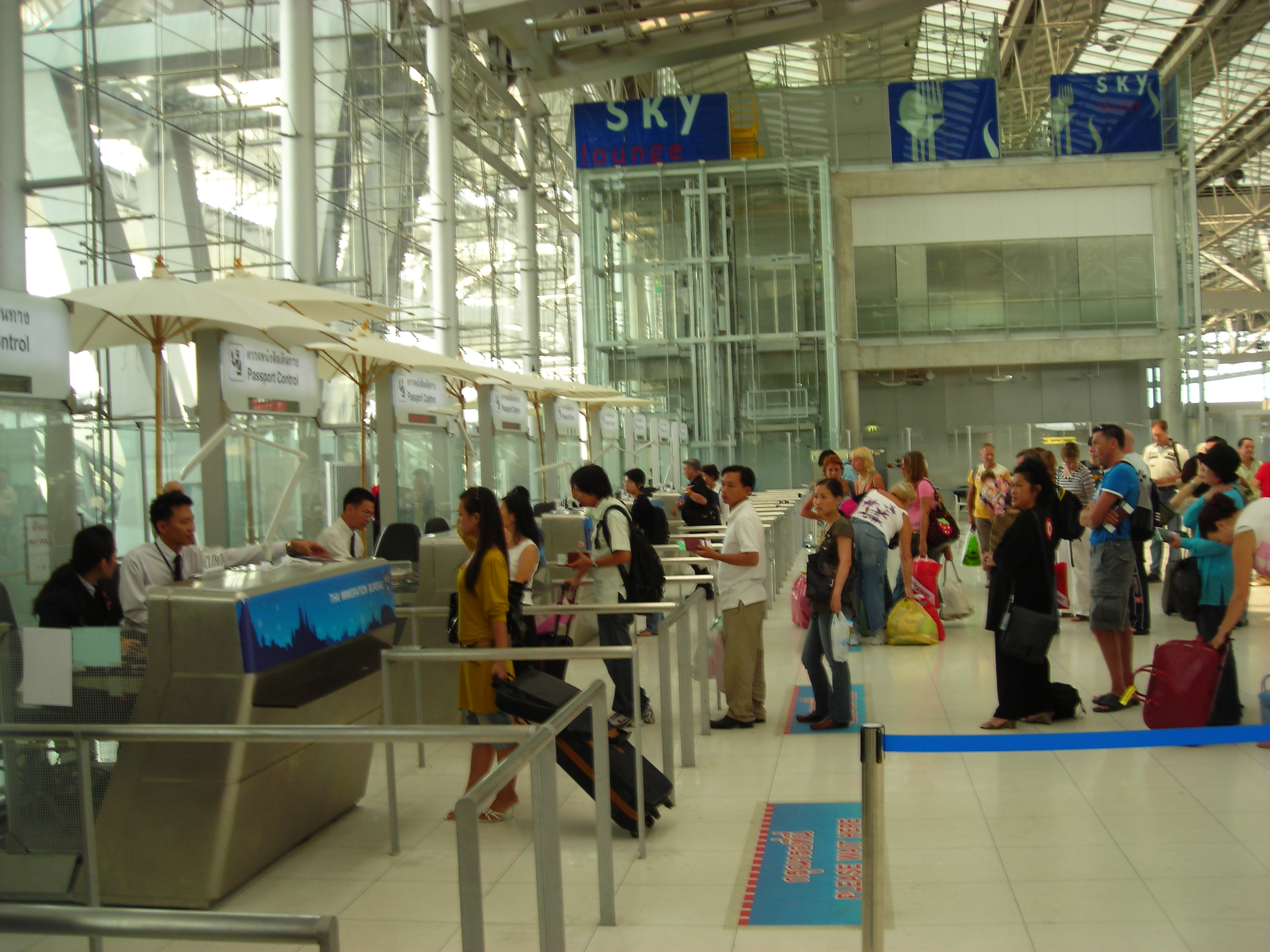
タイ・スワンナプーム国際空港のパスポートコントロール

出入国管理（しゅつにゅうこくかんり）とは、国境や空港、港など、人が異なる国家間を出入りする場合に、当該国（政府）がその出入国を管理・審査・把握することをいう。出入境管理、出入域管理と呼ばれることもある。
英語では Immigration Control もしくは Border Control と呼ぶ。なお正確には、入国は「Immigration（イミグレーション）」、出国は「Emigration（エミグレーション）」である。なお日本語でこれをそのまま読んだ「イミグレーション」、それを省略した「イミグレ」は、このまま日本語化している。文字表記および発音が非常に類似しており、注意されたい。
物品の出入りについては手荷物検査などが出入国審査に付随して行われるが、貿易など物品の出入りのみを目的とする場合は「出入国」とはいわず「輸出入」というのが普通である。

## 出入国管理の目的

### 防犯
- 犯罪被疑者が国境を越えて移動するのを防ぐため。国家の主権外に出た人間に対して警察権を行使できないため、犯人を逮捕できない（逮捕したい場合は国際刑事警察機構に依頼して国際指名手配を行い、現地警察から犯人確保の通知があったら送還を依頼する、または犯罪人引渡し条約を結んで引き渡してもらう以外ない）。このため、出入国管理が検問の役割を果たしている。

なお、人の国家間移動に際しては一定量の物品の携行が認められるが、これに関して税関検査、検疫などの手続きがある。
- その国で禁止されている物の輸出入を把握するため。主要な検査対象は、武器類、麻薬、絶滅のおそれのある野生動植物の種の国際取引に関する条約（ワシントン条約）で保護されている動物などである。

### 防疫
現代では地球の裏側など、生態系の大きく違う世界間で、人や物資の移動が可能になったため、生態系を大いに擾乱する可能性のある植物・食料・生物（特に病原体）の移動を水際で阻止することは、出入国管理の重要な目的の一つである。特定の感染症が流行している地域との間では、渡航制限が敷かれたり、感染の疑いがある場合は、上陸不許可となったりすることがある。

### 経済保護
国家間で経済格差が大きい場合、大量の経済移民希望者が生じることがある。しかしその人数が余りにも多い場合、渡航先国民の失業や住宅不足などの問題を引き起こしてしまう。この観点から、移民希望者を一定数に制限している国家が多い。
上記の必要項目3つをCIQ（英語: Customs・Immigration・Quarantine の略）と呼ぶ。

## 出入国手続

### 旅券と査証

#### 旅券
旅券（パスポート）は、旅行者の国籍のある国家の政府が発行する、出入国管理の際に提示を要求される国籍・身分証明書であり、出入国管理記録帳としての性格も持つ。全ての国家において、旅券の所持・携帯は出入国の際に必須である。
日本においては、旅券は各都道府県の旅券窓口又は在外公館で申請して取得する（2006年以降は都道府県の旅券窓口ではなく市役所・町村役場等が窓口になっている地域もある）。
なお、国際条約などに明文があるわけではなく、したがって、すべての国家で適用されるとはいえないものの、国際慣例として、おおむね国家元首（原則各国1人）は、出入国審査の対象外（国王は元々旅券を作成しておらず、大統領は旅券を携行するが使わない）とされている。しかし、王族や閣僚（首相も含む。）の場合は、元首でないため、公用渡航であっても、旅券への許可記載等の手続を必要とする例が多いとされる（本人はいわゆるVIPルート、つまり空港ターミナルビルに入らずに済む道を通る。また、日本の内閣総理大臣における公用渡航の場合は、通常、羽田空港から政府専用機が使われ、同行の官吏が事後に代理申請する）。日本においても、天皇以外の皇后を含む皇族は、外国では一般人になるので旅券の発給を得て渡航している。

#### 査証
査証は渡航先の国に入国する際に必要となる入国申請書で、渡航前に渡航先の国の在外公館に申請して取得する。査証は、通常、旅券に押印または貼付される。査証を事実上の入国許可とみなして入国審査時にほとんど拒否処分をしない制度の国（出入国管理の法令をいわゆる大陸法方式で定めた国に多い）と、査証を入国の「推薦文書」に過ぎないとして、改めて厳格な入国審査を行う制度の国（出入国管理の法令をいわゆる英米法方式で定めた国に多い。日本国はこちらに含まれる）があり、後者の国に渡航する者にとっては、査証取得はかならずしも入国の保証とはならない。
入国審査の許否は建前上は法令に基づいて行われるが、現実には、「挙動が不審である」「審査官を侮辱した」「質問に対して誤魔化す・嘘をつく」など、その時に担当した審査官の心証がきっかけとなって、不法入国や不法就労が目的であると判明、入国不許可決定により国外退去処分となるような例も少なくない。
国際的な往来が増えた現代にあっては、各国間で査証相互免除協定が結ばれる例が増えており、短期間における観光目的での滞在希望者に限り、前もって渡航予定先国の在外公館で査証を取得していなくても入国が許可されることが増えている（但し入国審査は免除とはならない）。

#### 出入国書類
出入国書類（出入国カード）は、必要事項を記入し、審査官へ提出する。不要とする国もある。

### 入国審査
入国（入境）する前に審査を受け、許可された者が入国できる。国籍を有する者が外国から帰国する際にも入国審査を通過する必要がある。入国審査では入国目的や滞在期間などの試問が行われる（ここで目的や滞在先が曖昧であるなどによって不法入国しようとしていると発覚することもある）。審査の結果、入国を拒否された場合は制限エリアから出ることはできず、そのまま自分の国に帰らないといけない。また、税関審査や検疫を受ける。
通常、自国民、外国人で審査レーンが分かれており、また航空会社の乗務員、外交官、APECビジネストラベルカード、ファーストクラス、ビジネスクラス乗客用の優先レーンが設けられている場合がある。
入国前に事前審査を行う場合もあり、過去にはガルーダインドネシア航空が、搭乗者に対して機内においてインドネシアの事前入国審査を、大韓航空、アシアナ航空が搭乗者に対して、成田国際空港で大韓民国の事前入国審査を、中華航空、スターラックス航空、タイガーエア台湾が搭乗者に対して、台湾桃園国際空港で日本の事前入国審査を行っていた。事前入国審査を行った場合、到着時再度の本人確認を経て短時間で入国審査を通過することができる。また、専用の入国レーン（主に、クルー、外交官用レーン）が用意されている場合もある。いずれも希望者のみで、事前審査を受けずに、到着後に通常の入国審査を受けることもできる。
また、出発国で同時に到着国の入国審査を行う場合もあり、アメリカ発着の国際線航路では、カナダ、アイルランド（シャノン空港、ダブリン空港）、アラブ首長国連邦（アブダビ国際空港）の空港においてアメリカの入国審査が行われたり（アメリカ到着時には、国際線でなく、国内線ターミナルに到着する）、ユーロスターでは、パリ北駅においてイギリスの入国審査が、マレー鉄道では、ウッドランズ・トレイン・チェックポイントにおいてマレーシアの入国審査が行われている。
アメリカ同時多発テロ事件以後、現在に至るまで世界各国の入国審査が厳しくなる傾向が続いている。2019年現在においては、アメリカや日本国、韓国、台湾、マレーシア、中国等で、入国審査時に生体情報の取得（顔写真撮影や指紋採取とデータベースへの登録）が行われるようになっている。これら顔写真や指紋などの生体情報を入国審査時に取得する国家では、過去の犯罪歴や要注意人物の生体情報データベースと照合を行った上で、厳格な審査によって入国許可の可否が決定されている。

#### 典型例
入国審査カウンターで旅券、出入国カード、帰路の航空券を係官に提出し、質問に答え、入国審査を受ける。

#### 日本
日本に外国人が入国する場合は、入国審査官によって上陸審査を受けて上陸拒否事由に当たらないことを確認した上で上陸許可を得なければならない（通常は旅券に上陸許可シールが貼付される）。2007年（平成19年）11月20日より、J-BISが導入された。
日本では、在日米軍将兵とアメリカ合衆国連邦政府関係者（各省の長官・次官・次官補・次官補代理級）は日米地位協定により米軍施設（空軍の飛行場、海軍や海兵隊の軍港）を通じてであれば、軍人IDカードのみで以下の手続きを経ることなく自由に出入国できる。また、日本を含む一部の国では空港の制限区域から出ない限り国際線航空機同士を入国手続無しで乗り継ぐことができる。

#### アメリカ
アメリカ国土安全保障省は、2009年1月12日より、航空機又は船舶で入国する査証免除プログラム対象国からのアメリカ入国者に対しても、出発72時間前までにインターネットを用いて氏名・旅券番号・国内での滞在先を申告させ、手数料を徴収する「電子渡航認証システム」を義務付けた。申告内容はI-94W審査カードと同一。

#### シンガポール
入国審査カウンターで旅券、入国カード、帰路の航空券または旅程確認書を係官に提出して入国審査を受ける。

### 出国審査
国を出国する際にも同様の審査が行われる場合がある。出国する人物の把握および確認のために、有効な旅券や各種様式の書類の提示が求められる。犯罪歴の有無や係争中の裁判の被告人、あるいはその他の理由などで出国の制限を受ける場合があり、それらの判断基準は国によって異なる。一般的に、出国は入国審査ほど厳格では無いことが多い。例えばアメリカ合衆国やオーストラリアでは国際線搭乗チェックイン時に航空会社が旅券と査証を確認するが、ほとんどの空港では官憲による「出国審査」はない。なお国際線搭乗チェックイン時に航空会社が旅券と査証を確認するのは、降機国で無資格（旅券や査証の不備）のため入国が拒否された場合、航空会社の責任で搭乗国まで送還しなければならないからでもある。

#### 日本
日本の場合、出国する際には、日本人・外国人に関わらず出国の確認を受ける必要がある。入国審査官に旅券と搭乗券を提示したうえで、入国審査官から出国確認を受け、旅券にそのことを証明する証印を受けなければ出国してはならないとされている。なお、出国確認を経ずに日本を出国する行為は“密出国”で刑事罰の対象となる（出入国管理及び難民認定法71条）。
以前は、旅券以外に出・帰国記録（EDカード）に住所・氏名や渡航先などを記入し、審査の際に提出する必要があったが、日本国籍保持者の帰国については、平成13年（2001年）7月1日以降、不要となっている。なお、外国人についても、再入国予定者を除く短期滞在については、平成28年（2016年）4月1日から提出は不要になった（入国に際しては、従前通り入国記録の提出が必要）。
なお、学校の修学旅行など団体旅行の場合、事前に出国の確認を受けることが可能である。この場合、あらかじめ旅券に出国日の日付のある出国証印が押印され、出国当日は職員専用通路で事前に渡される「事前出国審査済み証」を入国審査官に渡せばよい。また、海外にある一部CAT（シティエアターミナル）では、併設された出入国管理事務所において事前に出国審査を受けることが出来る。

#### シンガポール
カウンターで旅券、搭乗券、出国カードを提出して出国審査を受ける。

### 出入国審査の設備
ほとんどの国において出入国審査場は撮影禁止である。また携帯電話の利用も禁止されている。理由として、密入国するための参考資料にされることを防ぐためだとされている。

#### 出入国等管理証印（スタンプ）

日本の入国証印と出国証印。

- 出国証印

出国に際し、旅券に国名、出国日付、出国場所などが記されているスタンプが押印される。国によっては出国審査官の署名が記される場合がある。一部（かつてのジョホールバル駅など）では、スタンプの代わりに、出国審査官が出国日付、出国場所を手書きで記入する場合もある。なお、自動化ゲートを通過する場合には押印されない。アメリカなど、出国証印を省略する国も増えている。
- 入国証印

入国に際し、旅券に上陸許可、入国許可（Entry Permit）など記されているスタンプが押印される。国名、入国日付、入国場所、入国の条件(期間・就労の可否・許可される地域など)などが記されている。国によっては入国審査官の署名が記される場合がある。一部（かつてのシンガポール駅など）ではスタンプが押されない場合もある。また、入国証印があると敵対する国家への入国が拒否される場合（イスラエルなど）、希望により旅券に押印しない場合もある。
旅券保持者が旅券発行国に入国（母国への帰国）する場合に押印される証印は帰国証印という。通常、帰国証印は専用のものが用意されているが、外国人用の入国証印と一緒になっている場合や、押印を省略する国もある。

#### 自動化ゲート
手続きの簡素化、迅速化を目的に、従来有人で行っていた出入国審査を自動で行う、自動化ゲートの設置が各国で進んでいる。利用には、事前に指紋や顔写真等の個人情報を登録する場合（出入国管理局のデータベースに登録される）と、IC旅券のICチップに登録された情報を利用する場合がある（前者の場合、IC旅券でなくても利用可能）。日本（J-BIS）や香港（e-道）、マカオ、韓国、台湾、中国、タイ、オーストラリアやニュージーランド（Smartgate）などで、空港や陸路のチェックポイントに設置されている。通常、自国民であれば原則的に利用することができるが、外国人については、各国ごとに対応が異なっている（条件として、長期滞在資格を持ち外国人登録済みであることが多い）。近年では、出入国審査の効率化を目的に、特定国籍を所持する短期滞在の外国人入国者も自動化ゲートを利用可能にする国が増えている（イギリス、シンガポール等）。
また一部では、相手国の自動化ゲート登録者を対象に、自国の自動化ゲートの利用を可能にする相互協定が結ばれており（Smart Entry Service）、上記条件とは別途に自動化ゲートを利用することができる。ただし、自動化ゲート登録手続きは、各々行う必要がある（各国でデータは共有されていないため）。
入国・税関手続き支援装置（キオスク端末）が米国・カナダで導入されている。端末で指紋採取、写真撮影、必要事項を入力し、装置から印刷されるレシートと旅券を提示して審査官の審査を受ける。中国では、入国審査場前に設置された「入境外国人指紋自助留存区」において事前に指紋採取を行い、登録済みのレシートを持って入国審査を受けることになる。日本においても、上陸審査待ち時間を活用して、指紋採取、顔写真の撮影を行うための機器「バイオカート」を主要空港に導入している。

### 滞在許可と外国人登録
滞在許可はほとんどの国でいくつかの種類に区分されている。
- 通過 - 航空機・船舶の乗り継ぎ、国際列車の経由などのため、その国の領域を通過（宿泊も含む）するときに与えられる滞在許可。通常72時間（3日）。
- 短期滞在（観光、短期ビジネス） - 短期間その国に滞在する場合に与えられる滞在許可。入国審査は比較的簡略である。通常89日まで（ただし３ヶ月ではない事に注意を要する。もし３か月と考えてしまった場合は大の月が含まれると91～92日となってしまい、最大で48時間の不法滞在が成立する）。
- 長期滞在（就学、就労） - 就学や就労など、長期間にわたって滞在する必要がある場合に与えられる滞在許可。審査基準は厳しく、受入れ証明（入学許可書、雇用契約書など）のほか、特に就労の場合は一定以上の実績（大学の卒業証明書や業務上の経歴・スキル等[注 2]）がなければ与えられない。通常90日以上4年以内。
- 永住 - 国籍は異動しないが、渡航先の国に永久的に居住することが認められた場合に与えられる滞在許可。長期間の婚姻・就労など、渡航先の国で安定した生活基盤を持っていて、一定以上の犯罪歴がないなどの条件が必要になる。滞在許可の期限を過ぎてなおその国に滞在しようとする場合は、滞在許可を更新しなければならない。滞在中の実績によっては、滞在許可の更新が拒否されることがあり、この場合はその国から出国しなければならない。
  - 日本国民が外国に住所を定めて90日以上滞在する場合は、日本国在外公館（大使館、総領事館など）に在留届を提出しなければならない。また、滞在国によってはその国において外国人登録などが義務付けられる。
  - 日本に中長期間在留する外国人で、日本国内に90日を超えて「短期滞在」「公用」「外交」またはそれに準ずる資格以外の在留資格をもって滞在する場合は、特別永住者を除き、市区町村へ居住地の届出を行わなければならない。

## 国際管理地域
国際管理地域（英: International zone）では領有国の出入国管理政策だけが実施されるわけではないため、治外法権を有する状態となっている。最もよく見られる例は国際空港において出国手続きを行った後、入国手続きを行う前の地域である。国際空港のこのような地域には保税免税店が設置されることも多いが、本国の法制が「一切」及ばない完全な治外法権を有するわけではない。紛争地域ではグリーン・ゾーン（green zone）と呼ばれる国際管理地域を設けて外交官が危険にさらされないよう保障することがあり、紛争の当事国同士を切り離すために国際管理地域を設ける場合もある。

### 国際管理地域の例
- シリアのフメイミム空軍基地はロシア政府が49年間租借しており、その間はロシア政府が空軍基地とその人員に対し治外法権を有する[7][8]。
- セントヘレナはイギリス領にもかかわらず、ナポレオン・ボナパルトの住居であったロングウッド・ハウスはフランス政府が所有している。
- 1920年から1939年までの自由都市ダンツィヒ（現ポーランド領グダニスク）
- 清国の租界
- イラクのグリーン・ゾーン